# Riku Riski
Riku Riski (Askainen, 16 agosto 1989) è un calciatore finlandese, attaccante del TPS.

## Biografia
Ha un fratello minore, Roope Riski, anch'egli calciatore professionista.

## Carriera

### Club

#### TPS
Ha giocato la sua prima partita a sedici anni con il TPS. Ha segnato l'ultimo gol nel TPS il 25 settembre 2010 nella vittoria fuori casa per 0-2 contro l'HJK Helsinki in Suomen Cup. Ha giocato l'ultima partita con il TPS il 23 ottobre 2010 nella vittoria casalinga per 3-2 contro il Lahti.

#### Widzew Łódź
A gennaio del 2011 si è trasferito al Widzew Łódź e ha firmato un contratto triennale. Ha debuttato con il Widzew Łódź il 27 febbraio 2011 nella sconfitta fuori casa per 1-0 contro il Lech Poznań. Ha giocato l'ultima partita con il Widzew Łódź il 20 agosto 2011 nella vittoria casalinga per 1-0 contro il Polonia Varsavia.

#### Örebro
Successivamente, è stato ceduto agli svedesi dell'Örebro con la formula del prestito. Ha debuttato con questa maglia il 12 settembre 2011 nella sconfitta casalinga per 1-2 contro l'AIK, dove ha messo a segno il gol della bandiera. Ha giocato l'ultima partita nell'Örebro Sportklubb il 29 ottobre 2011 nella sconfitta casalinga per 1-3 contro l'Helsingborg in Svenska Cupen.

#### Hønefoss
Ha debuttato nell'Hønefoss il 24 marzo 2012 nel pareggio a reti inviolate contro il Lillestrøm. Ha segnato la sua prima doppietta nel club il 16 aprile 2012 nella vittoria fuori casa, proprio grazie alla sua doppietta, per 0-2 contro lo Stabæk. Alla fine del campionato 2013, la squadra è retrocessa nella 1. divisjon.

#### Rosenborg
Il 30 dicembre 2013, è stato ufficialmente ingaggiato dal Rosenborg, formazione a cui si è legato con un contratto quadriennale, valido dal 1º gennaio 2014. Ha debuttato il 29 marzo 2014, nel pareggio casalingo per 2-2 contro il Viking. Il 5 aprile ha realizzato la prima rete, nel pareggio per 1-1 sul campo dell'Aalesund.

#### Göteborg
Il 5 agosto 2015 ha fatto ritorno in Svezia, per giocare nell'IFK Göteborg, con la formula del prestito. L'11 novembre successivo, la società svedese ha reso noto di non voler esercitare l'opzione per il riscatto del calciatore, che avrebbe così fatto ritorno al Rosenborg per fine prestito.

#### La parentesi al Dundee United ed il ritorno in Norvegia
L'8 gennaio 2016 è passato al Dundee United, sempre in prestito dal Rosenborg. Ha esordito in squadra il 9 gennaio, subentrando a Chris Erskine nel successo per 0-1 sul campo dell'Airdrieonians, sfida valida per la Scottish Cup. Il 15 gennaio ha invece debuttato nella massima divisione locale, schierato titolare nella sconfitta interna per 1-4 contro il Celtic.
Il 27 febbraio 2016, il Rosenborg ha richiamato alla base Riski, a causa degli infortuni di Mikael Dorsin e John Hou Sæter che avevano ridotto le possibilità di scelta dell'allenatore Kåre Ingebrigtsen. Il 1º luglio 2016 ha firmato ufficialmente per l'Odd, a cui si è legato per i successivi due anni mezzo. Il trasferimento sarebbe stato ratificato alla riapertura del calciomercato locale.

#### HJK
L'8 febbraio 2018, Riku ha fatto ritorno in Finlandia per giocare con la maglia dell'HJK, a cui si è legato per due stagioni.

### Nazionale
Ha debuttato in Nazionale maggiore il 9 febbraio 2011 nell'amichevole fuori casa pareggiata per 1-1 contro il Belgio, quando è subentrato al 56' a Alexei Eremenko. Ha segnato il primo gol in Nazionale il 22 gennaio 2012 nella vittoria fuori casa per 2-3 contro il Trinidad e Tobago.

## Statistiche

### Presenze e reti nei club
Statistiche aggiornate al 9 febbraio 2018.
| Stagione           | Squadra            | Campionato         | Campionato | Campionato | Coppe nazionali | Coppe nazionali | Coppe nazionali | Coppe continentali | Coppe continentali | Coppe continentali | Altre coppe | Altre coppe | Altre coppe | Totale | Totale |
| Stagione           | Squadra            | Comp               | Pres       | Reti       | Comp            | Pres            | Reti            | Comp               | Pres               | Reti               | Comp        | Pres        | Reti        | Pres   | Reti   |
| ------------------ | ------------------ | ------------------ | ---------- | ---------- | --------------- | --------------- | --------------- | ------------------ | ------------------ | ------------------ | ----------- | ----------- | ----------- | ------ | ------ |
| 2006               | TPS                | VL                 | 9          | 1          | CF              | ?               | ?               | -                  | -                  | -                  | -           | -           | -           | 9      | 1      |
| 2007               | TPS                | VL                 | 6          | 0          | CF              | ?               | ?               | -                  | -                  | -                  | -           | -           | -           | 6      | 0      |
| 2008               | TPS                | VL                 | 20         | 5          | CF              | ?               | ?               | -                  | -                  | -                  | -           | -           | -           | 20     | 5      |
| 2009               | TPS                | VL                 | 22         | 5          | CF              | ?               | ?               | -                  | -                  | -                  | -           | -           | -           | 22     | 5      |
| 2010               | TPS                | VL                 | 25         | 6          | CF              | ?               | ?               | -                  | -                  | -                  | -           | -           | -           | 25     | 6      |
| Totale TPS         | Totale TPS         | Totale TPS         | 82         | 17         |                 | ?               | ?               |                    | -                  | -                  |             | -           | -           | 82+    | 17+    |
| gen.-mag. 2011     | Widzew Łódź        | EK                 | 9          | 0          | CP              | ?               | ?               | -                  | -                  | -                  | -           | -           | -           | 9      | 0      |
| lug.-ago. 2011     | Widzew Łódź        | EK                 | 3          | 0          | CP              | ?               | ?               | -                  | -                  | -                  | -           | -           | -           | 3      | 0      |
| Totale Widzew Łódź | Totale Widzew Łódź | Totale Widzew Łódź | 12         | 0          |                 | ?               | ?               |                    | -                  | -                  |             | -           | -           | 12+    | 0+     |
| set.-dic. 2011     | Örebro             | AL                 | 7          | 1          | CS              | ?               | ?               | -                  | -                  | -                  | -           | -           | -           | 7      | 1      |
| 2012               | Hønefoss           | ES                 | 26         | 10         | CN              | 3               | 0               | -                  | -                  | -                  | -           | -           | -           | 29     | 10     |
| 2013               | Hønefoss           | ES                 | 29         | 10         | CN              | 2               | 1               | -                  | -                  | -                  | -           | -           | -           | 31     | 11     |
| Totale Hønefoss    | Totale Hønefoss    | Totale Hønefoss    | 55         | 20         |                 | 5               | 1               |                    | -                  | -                  |             | -           | -           | 60     | 21     |
| 2014               | Rosenborg          | ES                 | 29         | 8          | CN              | 2               | 0               | UEL                | 0                  | 0                  | -           | -           | -           | 31     | 8      |
| gen.-ago. 2015     | Rosenborg          | ES                 | 16         | 1          | CN              | 2               | 2               | UEL                | 5                  | 0                  | -           | -           | -           | 23     | 3      |
| ago.-dic. 2015     | IFK Göteborg       | A                  | 11         | 1          | CS              | 0               | 0               | UEL                | 0                  | 0                  | SS          | 1           | 0           | 12     | 1      |
| gen.-feb. 2016     | Dundee Utd         | PL                 | 3          | 0          | CS+CdL          | 1+0             | 0               | -                  | -                  | -                  | -           | -           | -           | 4      | 0      |
| feb.-lug. 2016     | Rosenborg          | ES                 | 3          | 0          | CN              | 3               | 1               | UCL                | 0                  | 0                  | -           | -           | -           | 6      | 1      |
| Totale Rosenborg   | Totale Rosenborg   | Totale Rosenborg   | 48         | 9          |                 | 7               | 3               |                    | 5                  | 0                  |             | -           | -           | 60     | 12     |
| lug.-dic. 2016     | Odd                | ES                 | 17         | 0          | CN              | 0               | 0               | UEL                | -                  | -                  | -           | -           | -           | 17     | 0      |
| 2017               | Odd                | ES                 | 23         | 2          | CN              | 4               | 3               | UEL                | 5                  | 0                  | -           | -           | -           | 32     | 5      |
| Totale Odd         | Totale Odd         | Totale Odd         | 40         | 2          |                 | 4               | 3               |                    | 5                  | 0                  |             | -           | -           | 49     | 5      |
| 2018               | HJK                | VL                 | 0          | 0          | CF+CdL          | 0               | 0               | UCL                | 0                  | 0                  | -           | -           | -           | 0      | 0      |
| Totale carriera    | Totale carriera    | Totale carriera    | 258        | 50         |                 | 17              | 7               |                    | 10                 | 0                  |             | 1           | 0           | 288    | 57     |

### Cronologia presenze e reti in nazionale
| Cronologia completa delle presenze e delle reti in nazionale ― Finlandia | Cronologia completa delle presenze e delle reti in nazionale ― Finlandia | Cronologia completa delle presenze e delle reti in nazionale ― Finlandia | Cronologia completa delle presenze e delle reti in nazionale ― Finlandia | Cronologia completa delle presenze e delle reti in nazionale ― Finlandia | Cronologia completa delle presenze e delle reti in nazionale ― Finlandia | Cronologia completa delle presenze e delle reti in nazionale ― Finlandia | Cronologia completa delle presenze e delle reti in nazionale ― Finlandia |
| Data                                                                     | Città                                                                    | In casa                                                                  | Risultato                                                                | Ospiti                                                                   | Competizione                                                             | Reti                                                                     | Note                                                                     |
| ------------------------------------------------------------------------ | ------------------------------------------------------------------------ | ------------------------------------------------------------------------ | ------------------------------------------------------------------------ | ------------------------------------------------------------------------ | ------------------------------------------------------------------------ | ------------------------------------------------------------------------ | ------------------------------------------------------------------------ |
| 9-2-2011                                                                 | Gand                                                                     | Belgio                                                                   | 1 – 1                                                                    | Finlandia                                                                | Amichevole                                                               | -                                                                        | 56’                                                                      |
| 29-3-2011                                                                | Aveiro                                                                   | Polonia                                                                  | 2 – 0                                                                    | Finlandia                                                                | Amichevole                                                               | -                                                                        | 46’                                                                      |
| 3-6-2011                                                                 | Serravalle                                                               | San Marino                                                               | 0 – 1                                                                    | Finlandia                                                                | Qual. Euro 2012                                                          | -                                                                        | 68’                                                                      |
| 10-8-2011                                                                | Riga                                                                     | Lettonia                                                                 | 0 – 2                                                                    | Finlandia                                                                | Amichevole                                                               | -                                                                        | 70’                                                                      |
| 22-1-2012                                                                | Port of Spain                                                            | Trinidad e Tobago                                                        | 2 – 3                                                                    | Finlandia                                                                | Amichevole                                                               | 1                                                                        | 46’                                                                      |
| 29-2-2012                                                                | Klagenfurt                                                               | Austria                                                                  | 3 – 1                                                                    | Finlandia                                                                | Amichevole                                                               | -                                                                        | 46’                                                                      |
| 15-8-2012                                                                | Belfast                                                                  | Irlanda del Nord                                                         | 3 – 3                                                                    | Finlandia                                                                | Amichevole                                                               | -                                                                        | 46’                                                                      |
| 14-11-2012                                                               | Nicosia                                                                  | Cipro                                                                    | 0 – 3                                                                    | Finlandia                                                                | Amichevole                                                               | -                                                                        | 46’                                                                      |
| 23-1-2013                                                                | Chiang Mai                                                               | Thailandia                                                               | 1 – 3                                                                    | Finlandia                                                                | Amichevole                                                               | -                                                                        | 75’                                                                      |
| 26-1-2013                                                                | Chiang Mai                                                               | Finlandia                                                                | 0 – 3                                                                    | Svezia                                                                   | King's Cup 2013                                                          | -                                                                        |                                                                          |
| 26-3-2013                                                                | Lussemburgo                                                              | Lussemburgo                                                              | 0 – 3                                                                    | Finlandia                                                                | Amichevole                                                               | -                                                                        | 76’                                                                      |
| 14-8-2013                                                                | Turku                                                                    | Finlandia                                                                | 2 – 0                                                                    | Slovenia                                                                 | Amichevole                                                               | -                                                                        | 46’                                                                      |
| 6-9-2013                                                                 | Helsinki                                                                 | Finlandia                                                                | 0 – 2                                                                    | Spagna                                                                   | Qual. Mondiali 2014                                                      | -                                                                        | 69’                                                                      |
| 10-9-2013                                                                | Tbilisi                                                                  | Georgia                                                                  | 0 – 1                                                                    | Finlandia                                                                | Qual. Mondiali 2014                                                      | -                                                                        | 89’                                                                      |
| 15-10-2013                                                               | Saint-Denis                                                              | Francia                                                                  | 3 – 0                                                                    | Finlandia                                                                | Qual. Mondiali 2014                                                      | -                                                                        | 79’                                                                      |
| 16-11-2013                                                               | Cardiff                                                                  | Galles                                                                   | 1 – 1                                                                    | Finlandia                                                                | Amichevole                                                               | 1                                                                        |                                                                          |
| 5-3-2014                                                                 | Győr                                                                     | Ungheria                                                                 | 1 – 2                                                                    | Finlandia                                                                | Amichevole                                                               | -                                                                        | 64’                                                                      |
| 29-5-2014                                                                | Ventspils                                                                | Finlandia                                                                | 0 – 1                                                                    | Lituania                                                                 | Amichevole                                                               | -                                                                        | 73’                                                                      |
| 7-9-2014                                                                 | Tórshavn                                                                 | Fær Øer                                                                  | 1 – 3                                                                    | Finlandia                                                                | Qual. Euro 2016                                                          | 2                                                                        |                                                                          |
| 11-10-2014                                                               | Helsinki                                                                 | Finlandia                                                                | 1 – 1                                                                    | Grecia                                                                   | Qual. Euro 2016                                                          | -                                                                        | 88’                                                                      |
| 14-10-2014                                                               | Helsinki                                                                 | Finlandia                                                                | 0 – 2                                                                    | Romania                                                                  | Qual. Euro 2016                                                          | -                                                                        | 46’                                                                      |
| 14-11-2014                                                               | Budapest                                                                 | Ungheria                                                                 | 1 – 0                                                                    | Finlandia                                                                | Qual. Euro 2016                                                          | -                                                                        | 82’                                                                      |
| 18-11-2014                                                               | Žilina                                                                   | Slovacchia                                                               | 2 – 1                                                                    | Finlandia                                                                | Amichevole                                                               | -                                                                        |                                                                          |
| 9-6-2015                                                                 | Turku                                                                    | Finlandia                                                                | 0 – 2                                                                    | Estonia                                                                  | Amichevole                                                               | -                                                                        | 72’                                                                      |
| 13-6-2015                                                                | Helsinki                                                                 | Finlandia                                                                | 0 – 1                                                                    | Ungheria                                                                 | Qual. Euro 2016                                                          | -                                                                        | 46’ 55’                                                                  |
| 7-9-2015                                                                 | Helsinki                                                                 | Finlandia                                                                | 1 – 0                                                                    | Fær Øer                                                                  | Qual. Euro 2016                                                          | -                                                                        | 74’                                                                      |
| 9-1-2017                                                                 | Al-Ayn                                                                   | Marocco                                                                  | 0 – 1                                                                    | Finlandia                                                                | Amichevole                                                               | -                                                                        | 86’                                                                      |
| 7-6-2017                                                                 | Turku                                                                    | Finlandia                                                                | 1 – 1                                                                    | Liechtenstein                                                            | Amichevole                                                               | -                                                                        |                                                                          |
| Totale                                                                   |                                                                          | Presenze                                                                 | 28                                                                       |                                                                          | Reti                                                                     | 4                                                                        |                                                                          |

## Palmarès

### Club

#### Competizioni nazionali
- Campionato finlandese: 1

HJK: 2018
- Coppa di Finlandia: 1

TPS: 2010